# Olbrachtów (gmina)
Olbrachtów – dawna gmina wiejska istniejąca w latach 1945–1954 i 1973–1976. Siedzibą władz gminy był Olbrachtów.
Gmina Olbrachtów powstała po II wojnie światowej na terenie tzw. Ziem Odzyskanych (tzw. II okręg administracyjny – Dolny Śląsk) z obszarów zniesionych efemerycznych gmin: Hrabiny (Grotów), Leszczyna (Zajączek) i Łazów (Łaz). Należała do powiatu żarskiego w województwie wrocławskim. 6 lipca 1950 gmina wraz z całym powiatem żarskim weszła w skład nowo utworzonego woj. zielonogórskiego.
Według stanu z 1 lipca 1952 gmina składała się z 19 gromad: Bogumiłów, Boruszyn, Cisowa, Drozdów, Grotów, Janków, Lipinki Łużyckie, Łaz, Miłowice, Mirostowice Dolne, Mirostowice Górne, Olbrachtów, Rościce, Rusocice, Sieniawa Żarska, Stawnik, Suchleb, Tyliczki i Zajączek. Gmina została zniesiona 29 września 1954 wraz z reformą wprowadzającą gromady w miejsce gmin.
Jednostkę (o mniejszej powierzchni) reaktywowano 1 stycznia 1973 w tymże powiecie i województwie. 1 czerwca 1975 gmina weszła w skład nowo utworzonego (mniejszego) woj. zielonogórskiego. 15 stycznia 1976 gmina została zniesiona przez połączenie z dotychczasową gminą Żary w nową gminę Żary.